# Spettroscopia di assorbimento atomico con generazione di idruri
La spettroscopia di assorbimento atomico con generazione di idruri, comunemente indicata con l'acronimo HGAAS (dall'inglese Hydride Generation Atomic Absorption Spectrometry), è un tipo di spettroscopia di assorbimento atomico nella quale gli analiti vengono preventivamente ridotti ad idruri.
Il campione viene fatto reagire con un riducente, quasi sempre NaBH4 in HCl in un sistema di reazione esterno allo spettrofotometro. In questo modo, elementi come arsenico, bismuto, germanio, piombo, antimonio, selenio, stagno e tellurio tendono a formare idruri volatili.
Gli idruri vengono convogliati in un'apposita cella, di solito in quarzo, ma è possibile inviarli anche direttamente in fiamma (con gas di trasporto: argon-idrogeno o aria-idrogeno) o inviarli in un fornetto di grafite.
La configurazione più comune è quella della cella in quarzo riscaldata elettricamente.
Riscaldando la cella gli idruri si decompongono formando specie atomiche che vengono irraggiate con una radiazione monocromatica, al fine di misurarne l'assorbimento.